# Braceby
Braceby est un village du Lincolnshire, en Angleterre.
Son église date du XIIIe siècle et a été restaurée au XIXe siècle.